# Trilobopsis penitens
Trilobopsis penitens är en snäckart som först beskrevs av Hanna och Rixford 1923.  Trilobopsis penitens ingår i släktet Trilobopsis och familjen Polygyridae. Inga underarter finns listade i Catalogue of Life.